# Delta Herculis
Delta Herculis (Sarin, δ Her) – trzecia co do jasności gwiazda w gwiazdozbiorze Herkulesa (wielkość gwiazdowa 3,13m), odległa o 75 lat świetlnych od Słońca.

## Nazwa
Gwiazda nosi nazwę własną Sarin, która jest znana z atlasu Bečvářa. Międzynarodowa Unia Astronomiczna zatwierdziła użycie tej nazwy dla określenia tej gwiazdy.

## Charakterystyka
Delta Herculis to gwiazda podwójna. Choć sklasyfikowana jako podolbrzym należący do typu widmowego A, w rzeczywistości składa się z dwóch gwiazd ciągu głównego. Są one na tyle blisko, że aby je rozdzielić potrzebne jest użycie interferometru. Jaśniejsza Delta Herculis Aa (3,49m) świeci 18,5 raza jaśniej niż Słońce, ma dwukrotnie większy promień i masę. Prędkość obrotu na równiku gwiazdy to 270 km/s, zatem wykonuje ona pełny obrót wokół osi w czasie mniej niż 9 godzin. Ma ona 370 milionów lat i będzie prowadzić syntezę wodoru w hel jeszcze około dwa razy tyle. Składnik Delta Herculis Ab jest prawdopodobnie żółto-białym karłem reprezentującym typ widmowy F0. Świeci 6,8 raza jaśniej niż Słońce, ma 1,5 razy większy promień i 1,6 razy większą masę.
Gwiazdy te dzieli zaledwie 0,06 sekundy kątowej, a w przestrzeni odległość co najmniej 1,45 au. Okres obiegu środka masy to co najmniej 335 dni.
Na niebie w pobliżu tej pary widoczne są jeszcze trzy gwiazdy. Gwiazda oznaczona Delta Herculis B ma obserwowaną wielkość gwiazdową 8,3m, od jasnej pary (oznaczonej δ Her A) dzieli ją odległość 12,7″ (pomiar z 2013 roku). Jest to żółty karzeł lub podolbrzym typu widmowego G4. Gwiazda Delta Herculis C o wielkości 10,45m jest oddalona o 174,2″ (pomiar z 2013 r.), a składnik Delta Herculis D ma wielkość 10,59m i znajduje się 191,6″ (pomiar z 2009 r.) od centralnej pary. Jednak ruch własny tych gwiazd odbiega od ruchu Delta Herculis A i żadna z nich nie jest związana grawitacyjnie z tą parą.